# Komet Skjellerup-Maristany
Komet Skjellerup-Maristany  ali C/1927 X1  je komet, ki sta ga neodvisno odkrila avstralski astronom John Francis Skjellerup (1875–19529) 28. novembra v Avstraliji in brazilski astronom Edmundo Maristany 6. decembra 1927 v Argentini.
Komet je bil zanimiv zaradi rumene barve, ki je posledica sevanja natrija. 

## Značilnosti[1]
S prostim očesom so ga lahko opazovali 32 dni. V prisončju je bil 18. decembra, ko je bil 0,18 a.e. odddaljen od Sonca. Zemlji je bil najbliže 12. decembra na razdalji 0,75 a.e. Največjo svetlost je dosegel 8. decembra z vrednostjo magnitude približno 1. 18. decembra je bil navidezno samo 5° od Sonca.